# Zegekruid
Zegekruid (Nicandra physalodes) is een eenjarige plant uit de nachtschadefamilie (Solanaceae). Het is de enige soort uit het geslacht Nicandra. Synoniemen zijn Atropa physalodes, Nicandra physaloides, Pentagonia physalodes en Physalodes physalodes.

## Beschrijving
De plant kan van 0,3 tot 2 m hoog worden. De bladeren zijn tot 30 cm lang, eirond tot langwerpig, en golvend getand. De eenjarige plant bloeit van juli tot oktober. De plant brengt een groot aantal bloemen voort, die elk meestal slechts een enkele dag bloeien. De klokvormige bloemen zijn lichtblauw tot paars, aan de voet wit en 3–4 cm groot. Na de bloei in de periode van juni tot september ontstaat er evenals bij de echte lampionplant een lampion van kelkbladen met daarin een vrucht: een 15 mm grote bruine bes.

## Verspreiding
Het zegekruid is afkomstig uit Zuid-Amerika, vooral Peru wordt in dit verband genoemd. In Europa is de plant geïntroduceerd; ze komt in België en in Nederland voor. Ook in grote delen van Noord-Amerika is de plant ingevoerd.
De plant groeit op zowel zandgrond, humusrijke grond als klei. Ook qua zuurgraad stelt de plant geen hoge eisen: iedere bodem van van matig zuur tot matig basisch is goed. Wel belangrijk is een vochtige grond met goede waterafvoer. Ook een zonnige standplaats wordt door de plant op prijs gesteld.

## Tuin
De plant wordt gezaaid in het voorjaar als er geen risico meer is op nachtvorst, in de open grond. De zaadjes ontkiemen goed bij temperaturen van 20 °C. Jonge plantjes kunnen uitgeplant worden. Doordat het zaad tientallen jaren in rust kan blijven, kan eenmaal zaaien voor verschillende jaren voldoende zijn. De plant stoot vliegen af.
In de handel zijn ten minste twee cultivars verkrijgbaar:
- Nicandra physalodes 'Alba', met witte bloemen
- Nicandra physalodes 'Black Pod'

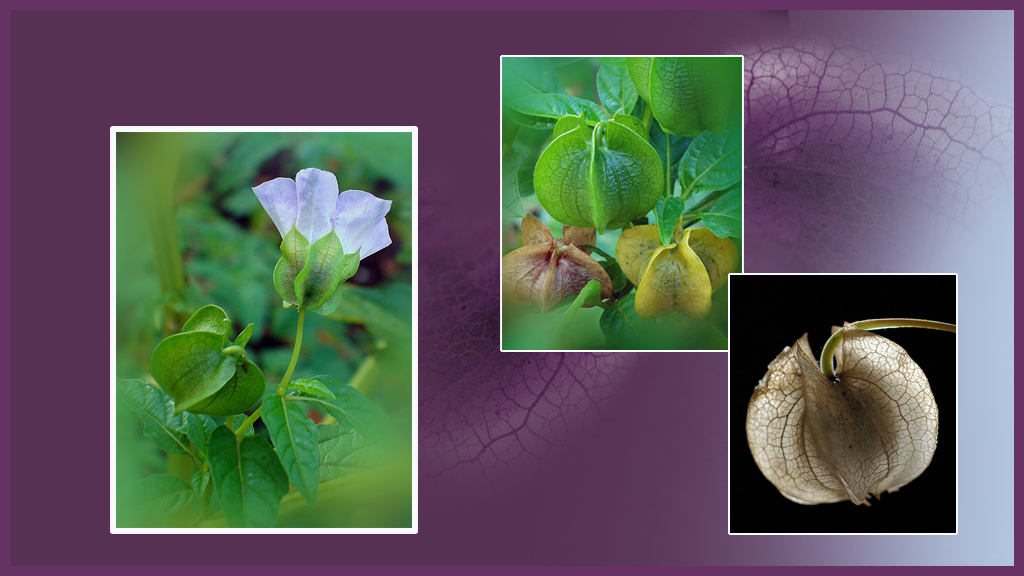
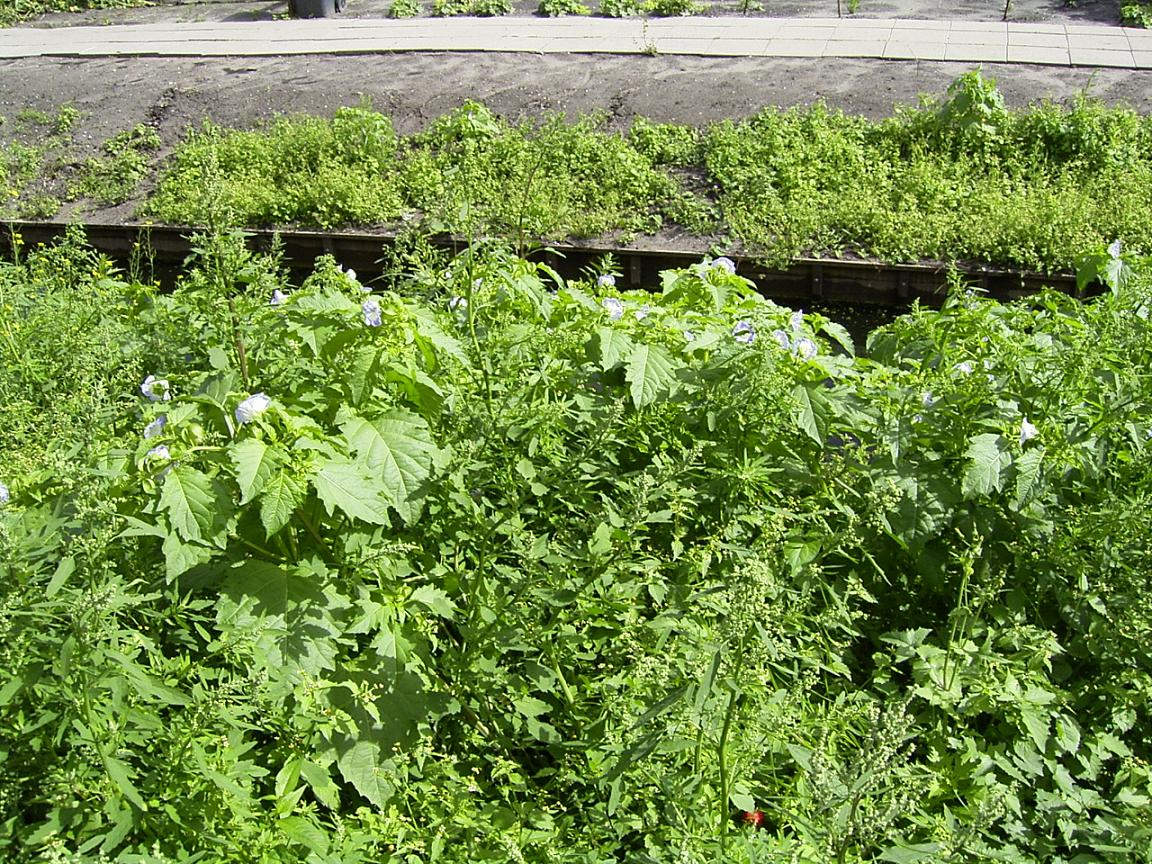
plant
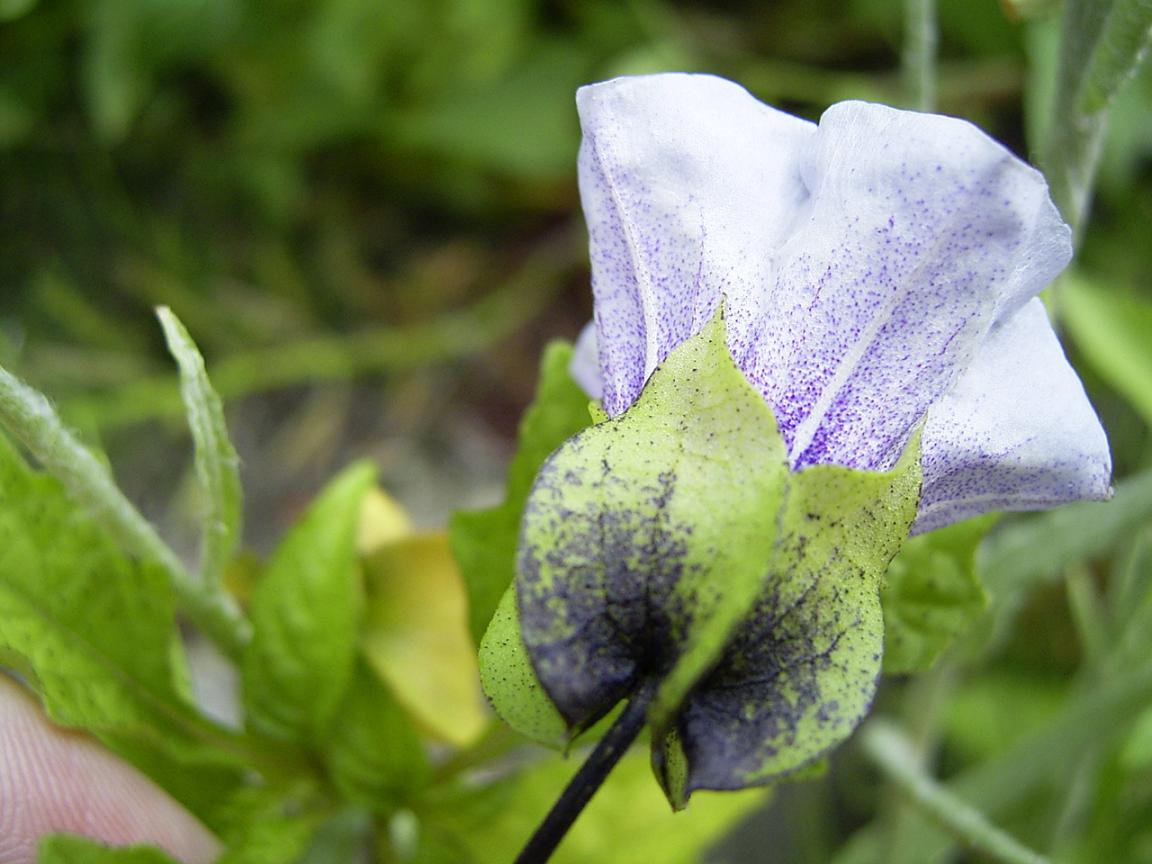
bloem, zijaanzicht
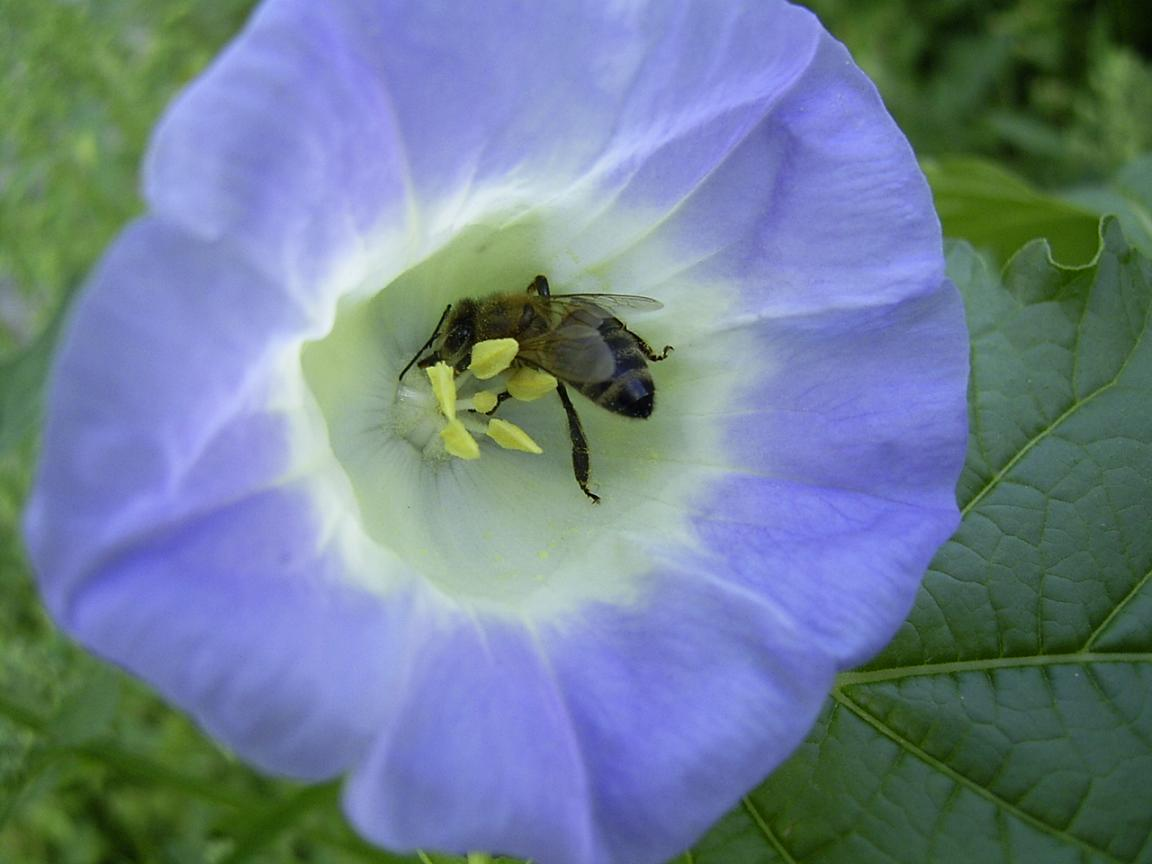
bloemkroon met bij
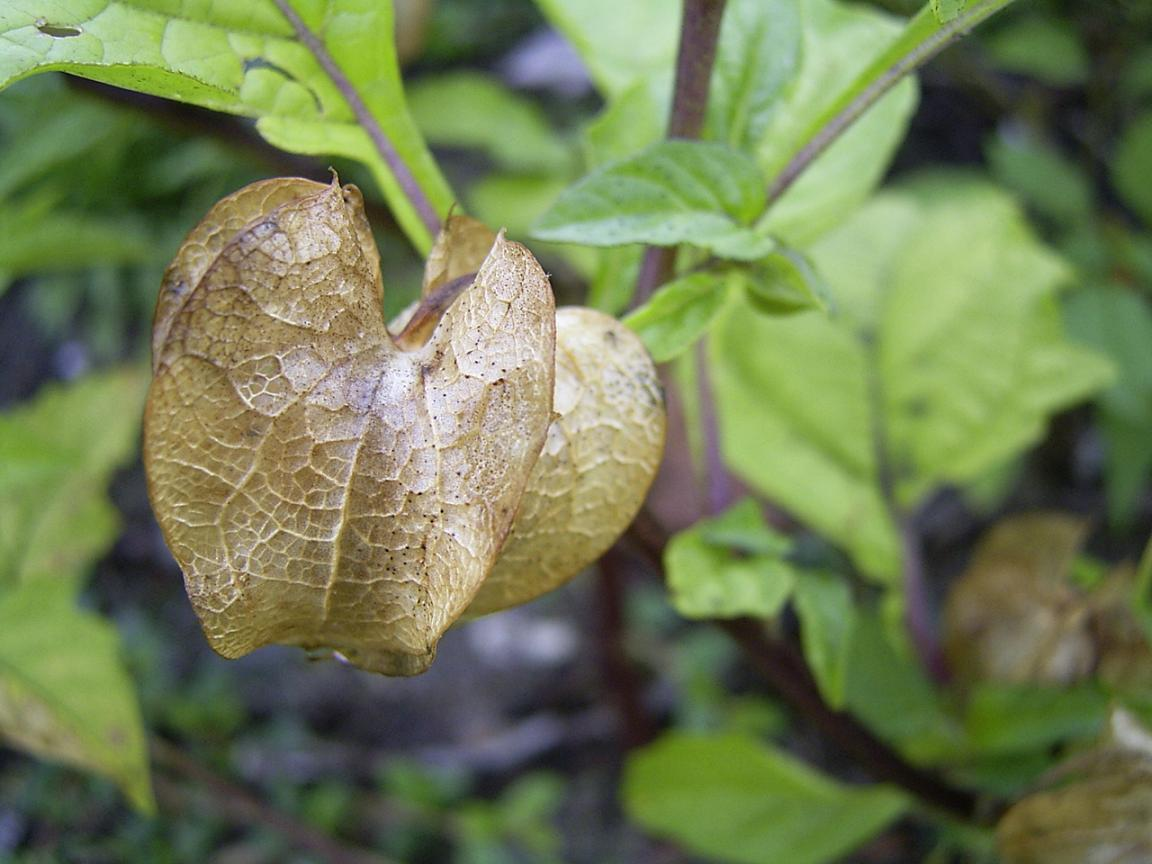
kelk, zijaanzicht
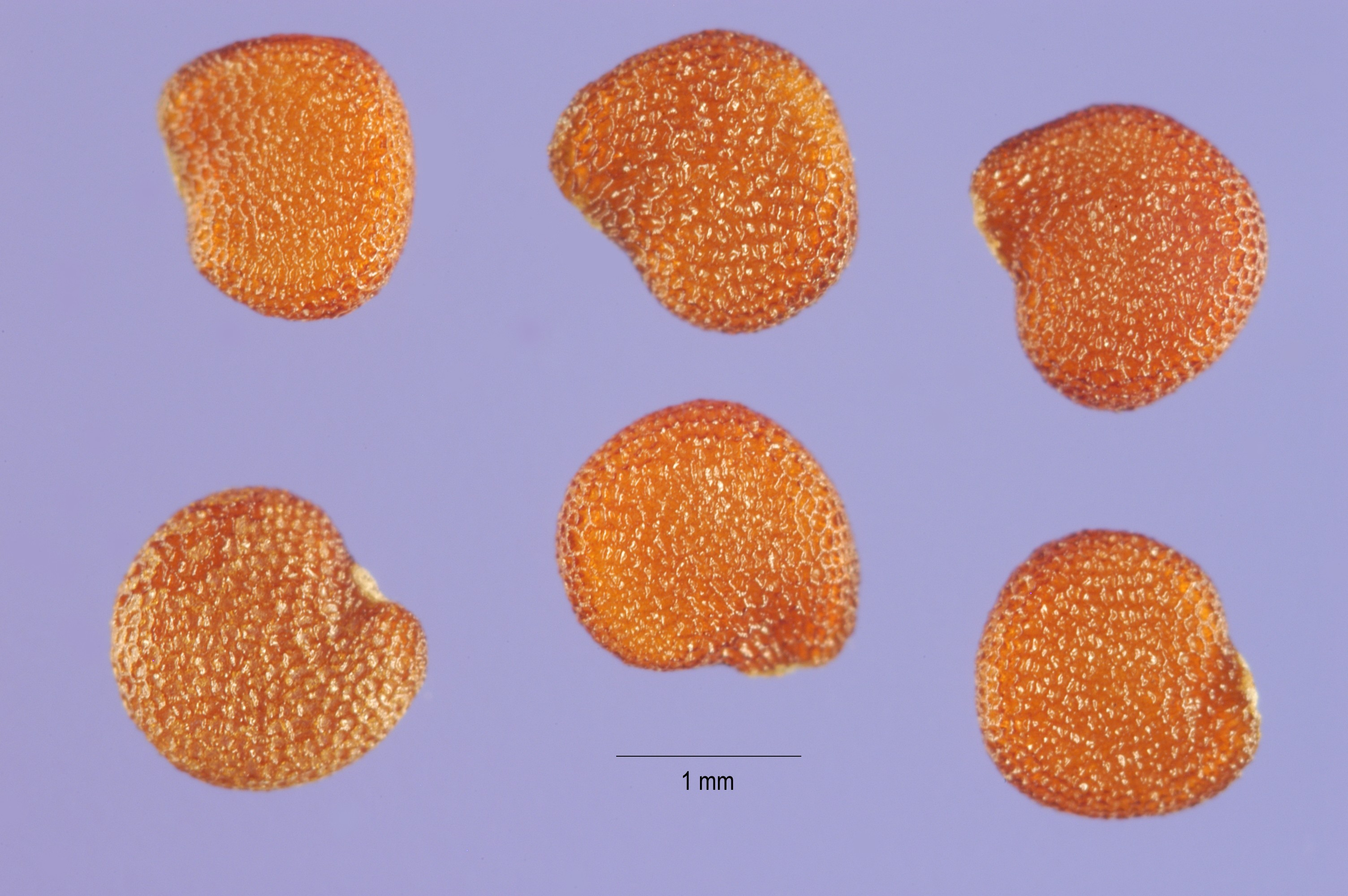
zaden